# Lynemouth
Lynemouth è un paese della contea del Northumberland, in Inghilterra.